# Bernhard Friedrich von Bassewitz
Bernhard Friedrich Graf von Bassewitz (* 24. Juni 1756 in Schwerin; † 22. Mai 1816 ebenda) war Mecklenburg-Schwerinscher Geheimerratspräsident (Ministerpräsident).

## Familie
Er entstammte der alten mecklenburgischen Familie von Bassewitz. Verheiratet war er mit Charlotte Marie von Koppelow, mit der er drei Töchter und fünf Söhne hatte. Er stand in naher verwandtschaftlicher Beziehung zu einigen politisch einflussreichen Personen der Zeit. Seine Eltern waren  Carl Friedrich Graf von Bassewitz und Marie Elisabeth von Lützow, verwitwete von Dorne. Sein Großvater war Henning Friedrich Graf von Bassewitz. Seine (Halb-)Schwester Louise von Dorne war Mutter von Karl Albert Freiherr von Kamptz, seine Schwester Elisabeth Marianne Gräfin von Bassewitz war von 1818 bis 1821 Domina des Klosters Dobbertin. Er war Großvater von Henning Graf von Bassewitz. Erben seiner Güter wurden seine vier ihn überlebenden Söhne u. a. Adolf Christian Ulrich (1787–1841).

## Leben und Wirken

Titelblatt von Bassewitz Stellungnahme zur Schiffbarmachung der Elde

Zu seinem Besitz gehörten die mecklenburgischen Güter Prebberede, Jahmen, Grieve, Dalwitz, Stierow, Stechow, Wardow, Wozeten, Spotendorf, Perlin, Söhring, Holz Lübchin, Vilpernitz, Ruthberg und Littchin. Nach der juristischen Ausbildung, zu der er sich 1773 gemeinsam mit seinem Bruder Henning Friedrich (1755–1830) auch an der Universität Bützow einschrieb, trat er in herzoglichen Dienst.
1791 erlangte er die mit dem Tod seines Onkels, des Domdekans Joachim Otto Adolph von Bassewitz, freigewordene Präbende am Lübecker Dom, auf die er 1795 zugunsten seines zu diesem Zeitpunkt achtjährigen Sohnes Adolph Christian Ulrich von Bassewitz verzichtete.
1795 wurde er Geheimer Rat, 1800 dann Mecklenburg-Schwerinscher Geheimerratspräsident. 1808 legte er das Amt nieder. Am Kongress von Rastatt nahm er als Gesandter teil. Seine Politik wird, ebenso wie die seines Vaters, als „österreichfreundlich“ beschrieben. Er wohnte in Schwerin und hielt sich nur zu Sommeraufenthalten in Prebberede auf. Ihm wurden der kaiserlich-russische Alexander-Newski-Orden und der Annen-Orden verliehen.

## Werke
- Der Wahrscheinlichkeiten wahrscheinlichste Wahrscheinlichkeit, daß beym Actien-Nehmen zur Schiffbarmachung der Elde blutwenig zu verdienen sey. Bärensprung, Schwerin 1792
 Digitalisat des Exemplars der Universitätsbibliothek Göttingen (VD 18 digital)
- Gedanken über die Korn-Ausfuhr von Mecklenburg: als ein patriotischer Beytrag über die Materie der Schiffbarmachung der Elde. Bärensprung, Schwerin 1792